# Chiendent pied-de-poule
Cynodon dactylon
Pour les articles homonymes, voir Cynodon.
Espèce
Classification phylogénétique

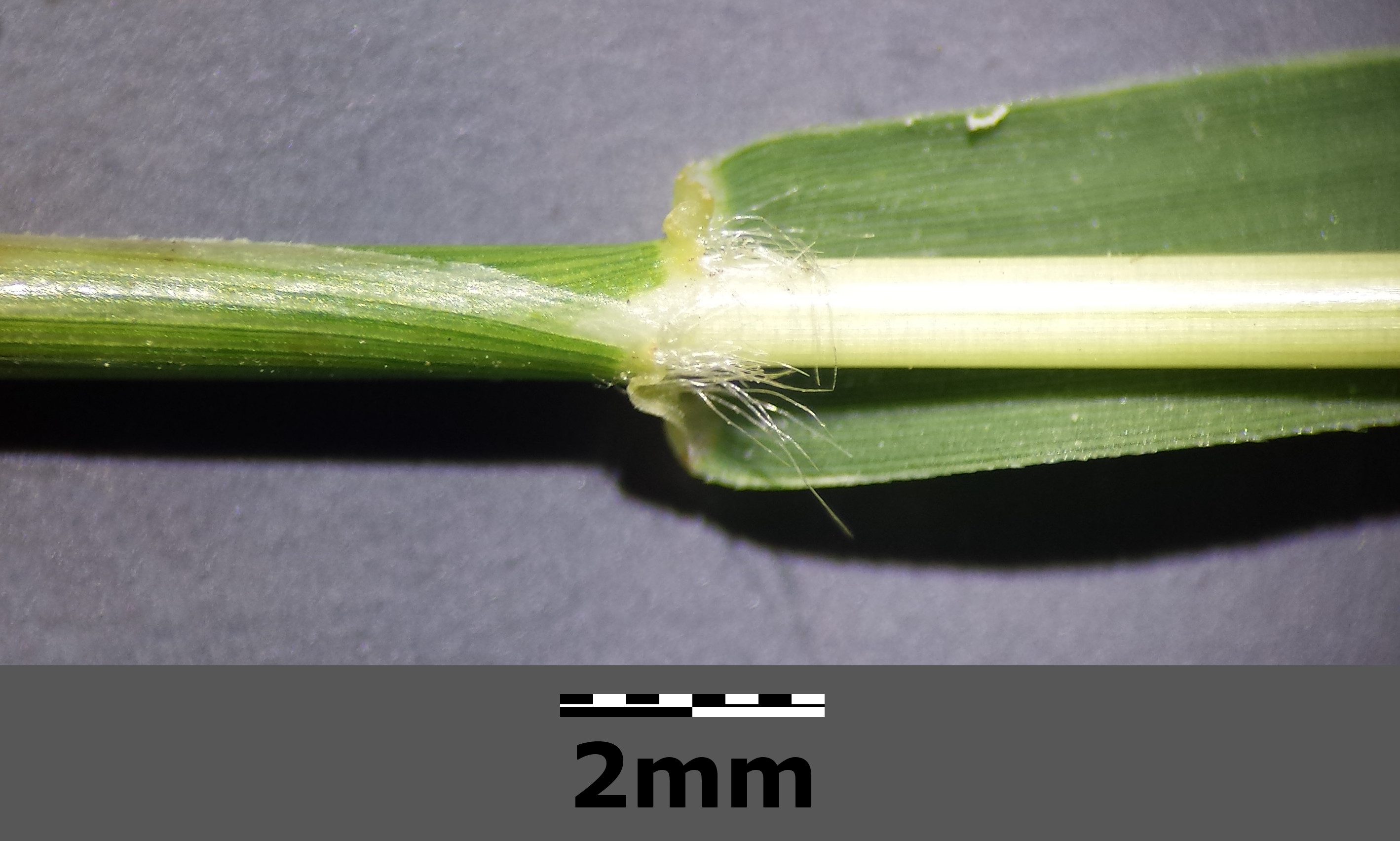
Tige et feuille

Cynodon dactylon ou Chiendent pied-de-poule, également désigné par l'anglicisme Bermuda grass est une espèce de plantes herbacées de la famille des Poaceae (Graminées).
Cette espèce est parfois appelée simplement « Cynodon », improprement, car Cynodon est son nom de genre, un genre composé de plusieurs espèces. Il est également dénommé parfois gazon tropical ou gazon des Bermudes.

## Habitat
Ce chiendent, dit pied-de-poule, est d'origine tropicale mais sa répartition est maintenant mondiale. Il pousse spontanément sur le territoire français où il est considéré généralement comme une mauvaise herbe. 

## Description

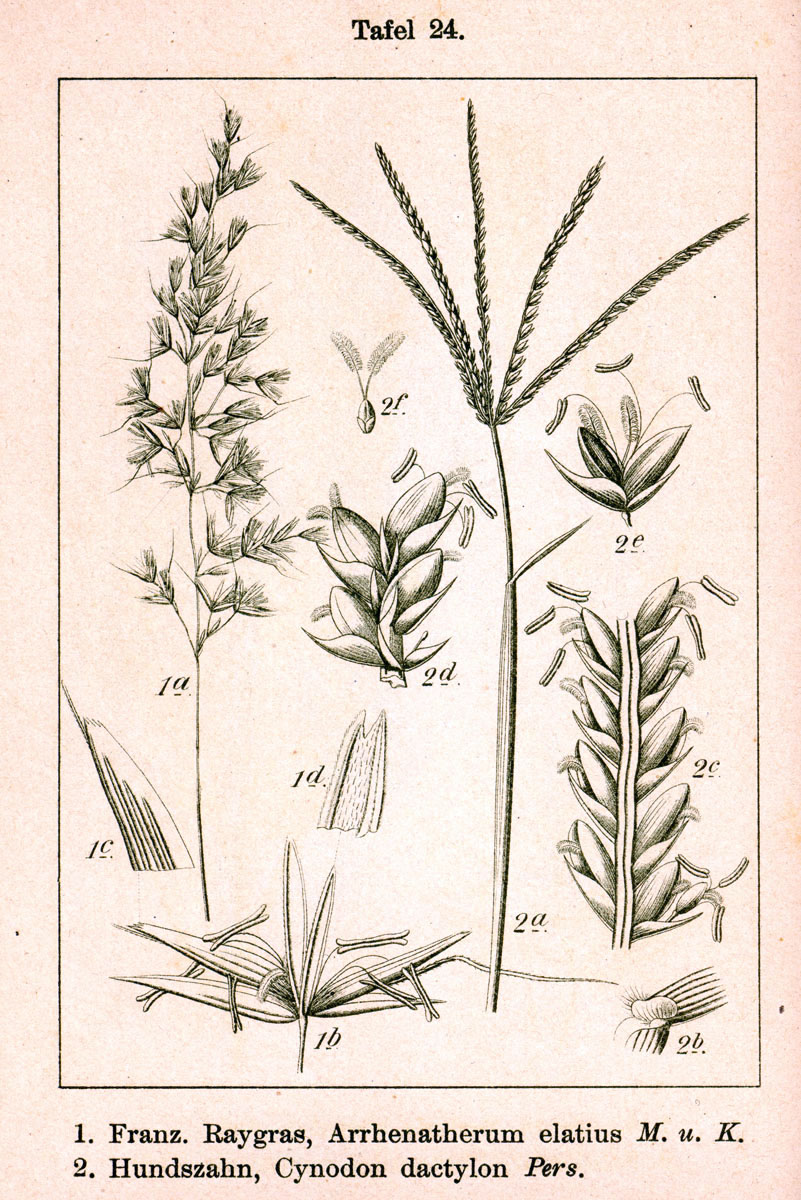
Comparaison de Cynodon dactylon avec d'autres graminées.

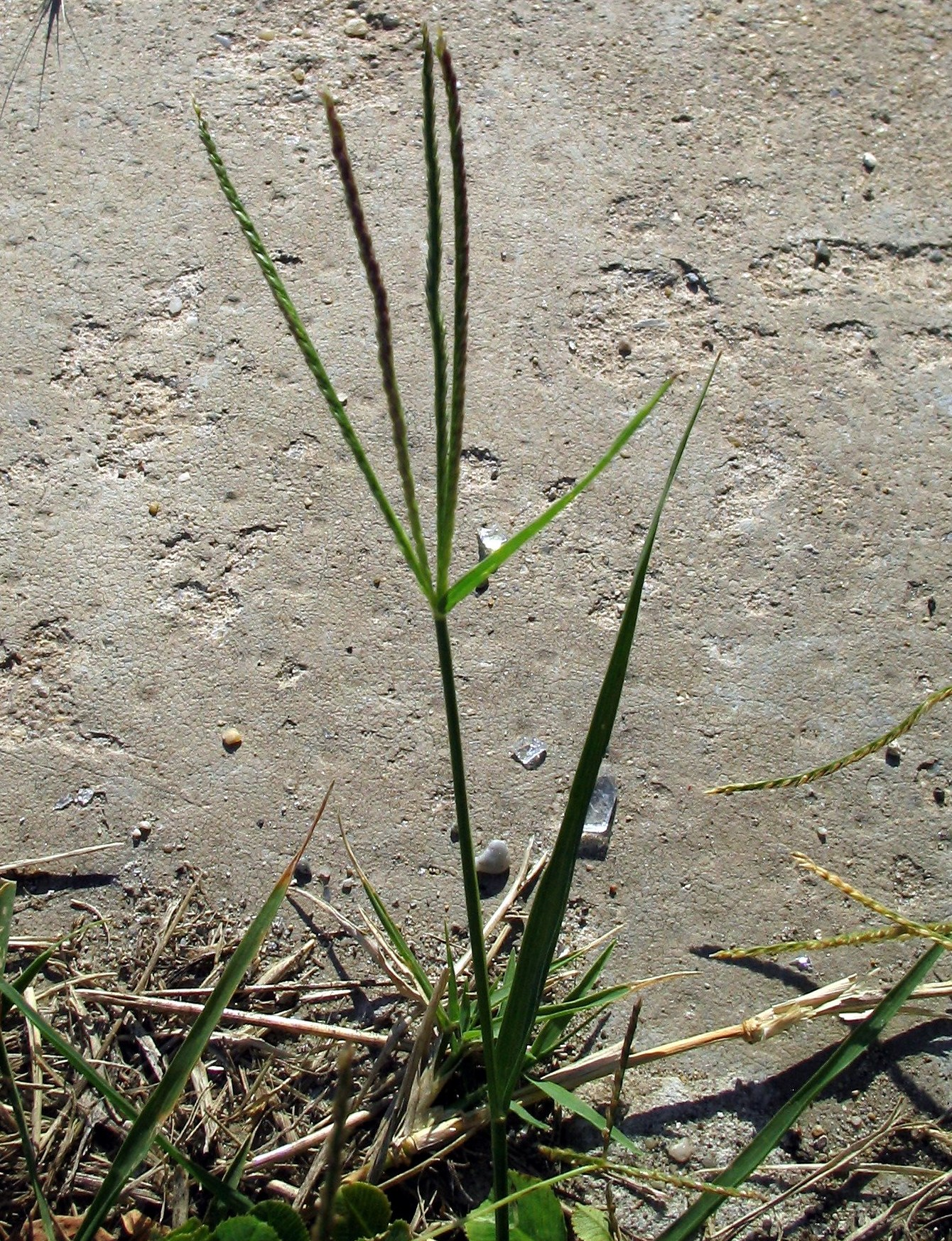
Plante épiée

Cynodon dactylon est une espèces vivace, rhizomateuse et stolonifère. Les feuilles sont à nervation apparente, à bords scabres (rude au toucher) plus ou moins larges selon les cultivars, recouvertes ou pas d'une faible pilosité. La ligule est remplacée par une rangée de poils et les oreillettes par une rangée de poils ligulaires en moustache. La préfoliaison est plus ou moins enroulée. La gaine glabre forme une section circulaire.
La floraison a lieu de juillet à septembre. Il reste assez vert en été en conditions sèches mais montre une longue période de dormance en hiver.

## Utilisation
Cette espèce est utilisée pour la confection de gazon assez rustique, demandant moins d'entretien que d'autres espèces. Sa tendance à être couvre-sol est également appréciée dans ce cas.
À la demande de l'USGA (association américaine de clubs de golf), une étude a porté sur la capacité de cette plante à retenir les nitrates lixiviés par les pluies ou arrosage. Elle s'est avérée mauvaise en début de croissance du gazon, et meilleure après quelques mois. On trouve également ce type de gazon sur certains stades de football, par exemple à Rome ou à Rodilhan.
Sur les stades sportifs professionnels du Sud de la France et d'Europe (Espagne et Portugal), on trouve la forme hybridée du Cynodon dactylon. Il s'agit d'un croisement entre le Cynodon dactylon commun et le Cynodon dactylon' transvaalensis. Ces deux cynodons ont été choisis pour leur résistance à la sécheresse et la finesse de leur feuille. Cette association permet à ce gazon d'être aussi utilisé pour des pelouses d'ornement, des stades et des golfs dans les pays chauds.
Cynodon dactylon est toutefois une espèce considérée comme potentiellement toxique pour les mammifères. Elle est utilisée en médecine traditionnelle[Laquelle ?].